# Heterochroma hadenoides
Heterochroma hadenoides là một loài bướm đêm trong họ Noctuidae.